# Università Pierre e Marie Curie
L'Università Pierre e Marie Curie (Université Pierre et Marie Curie; nota anche come Université Paris VI o UPMC) è stato un grande istituto universitario francese, attivo dal 1º gennaio 1971 al 31 dicembre 2017. Dal 1º gennaio 2018 è stata fusa insieme alla Paris IV: Paris-Sorbonne nella nuova Sorbonne Université.

## Storia
L'università aveva sede nel Campus di Jussieu del quartiere latino  nel V arrondissement di Parigi; contava oltre 180 laboratori, la maggior parte dei quali, associata con il Centre national de la recherche scientifique (CNRS). La facoltà di medicina includeva l'ospedale della Salpêtrière e l'ospedale Saint-Antoine.
Alcuni tra gli istituti e laboratori più conosciuti dell'ateneo, sono l'Istituto Henri-Poincaré, l'Institut d'astrophysique de Paris, il Laboratorio di informatica e reti (LIP6) ed infine, l'Institut de mathématiques de Jussieu-Paris Rive Gauche (IMJ-PRG) e il Laboratoire Kastler-Brossel che condivideva, rispettivamente, con l'Université Paris Diderot e con l'École normale supérieure.